# Elias Fredrik Martin

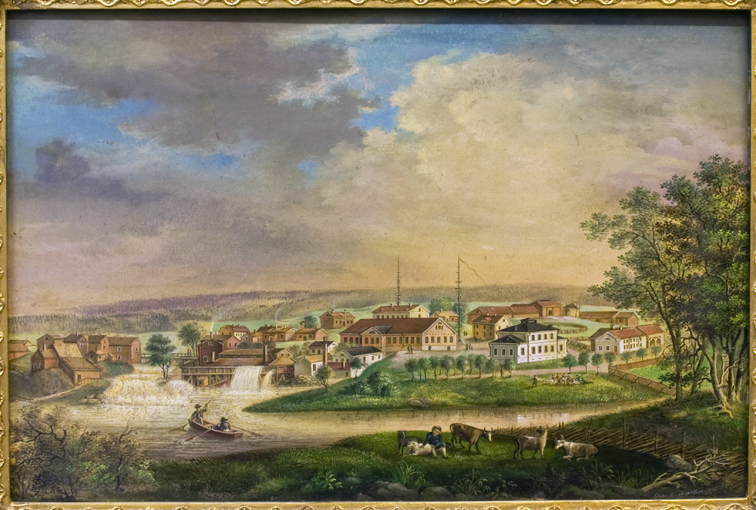
Elias F. Martin: Hargs fabriksområde 1845.

Elias Fredrik Martin, född  18 mars 1804 i Stockholm, död 25 juli 1854 i Nyköpings västra stadsförsamling, var en svensk konstnär, grafiker och målare. Han var verksam som "artist och målarmästare" i Nyköping.
Elias Fredrik Martin tillhörde en familj med konstnärstraditioner över flera generationer. Hans far var grafikern och målaren Fredrik Erik Martin (1775–1854), hans farfar var den internationellt erkände Elias Martin (1739–1818) och hans farfars bror var grafikern och tecknaren Johan Fredrik Martin (1755–1816).
Elias Fredrik Martin var bosatt i Nyköping, där han tecknade och utförde litografiska tryck av en rad stadshistoriskt vyer, utöver från sin hemstad även från Uppsala, Jönköping och Kalmar. Martin finns representerad vid Nationalmuseum i Stockholm, Sörmlands museum i Nyköping, och Uppsala universitetsbibliotek.